# Sveče
Sveče (nemško Suetschach) je naselje v Občini Bistrica v Rožu v Okraju Celovec-dežela na Koroškem v Avstriji.